# Порівняння табличних процесорів
Електронна таблиця — клас прикладного програмного забезпечення для аналізу табличних даних у вигляді «робочих аркушів». Збірка робочих аркушів називається «робочою книгою». Онлайнові електронні таблиці не залежать від конкретної операційної системи, але натомість потребують веббраузера, сумісного зі стандартами. Однією з цілей створення онлайнових електронних таблиць було надання доступу до робочих аркушів та робочих книг для спільної роботи багатьох користувачів. Деякі онлайнові електронні таблиці забезпечують віддалене оновлення даних, дозволяючи отримувати значення даних з електронних таблиць інших користувачів, які в цей момент можуть бути неактивними.

## Огляд
| Назва              | Скриншот | Розробник                  | Початок розробки | Перший випуск             | Остання стабільна версія                                                                                | Ліцензія                      |
| ------------------ | -------- | -------------------------- | ---------------- | ------------------------- | --- | ----------------------------- |
| Calligra Sheets    |          | Команда KOffice KSpread    |                  |                           | 3.1.0 / 1 лютого 2018                                                                                   | LGPL                          |
| Gnumeric           |          | Спільнота GNOME            | 1998             | 1998                      | 1.12.46 / 7 листопада 2019                                                                              | GPL                           |
| IBM Lotus Symphony |          | IBM                        |                  | 2008                      | 3.0.1 FixPack 2 / 29 листопада 2012                                                                     | Безплатне ПЗ                  |
| LibreOffice Calc   |          | The Document Foundation    | 2010             | 3.3 / 2011-01-25          | 6.2.8 / 17 жовтня 2019                                                                                  | MPL                           |
| Microsoft Excel    |          | Microsoft                  | 1982             | 1985                      | Office 365—1911 (16.0.12228.20364) / 10 грудня 2019; Одноразова купівля — 2019 (16.0) / 24 вересня 2019 | Фрімиум                       |
| Numbers            |          | Apple Inc.                 |                  | 7 серпня 2007             | 6.2 / 30 вересня 2019                                                                                   | Комерційне ПЗ Пропрієтарне ПЗ |
| OpenOffice Calc    |          | Apache Software Foundation | 2000             | Build 638c / жовтень 2001 | 4.1.7 / 21 вересня 2019                                                                                 | Apache License v2             |
| OnlyOffice         |          | Ascensio System SIA        | 2009             | 2014                      | | GPL                           |
| PlanMaker          |          | SoftMaker Software GmbH    |                  | 1994                      | 2012 | Умовно- безкоштовне ПЗ        |
| Pyspread           |          | Мартін Маннс               | 2008             | 2008                      | 1.1.3 / 8 лютого 2019                                                                                   | GPL                           |
| Quattro Pro        |          | Corel                      | 1988             | 1988                      | X9 / 2018                                                                                               | Умовно- безкоштовне ПЗ        |
| Resolver One       |          | Resolver Systems           | 2005             | 2008-01-16                | 1.9 / 4 червня 2010                                                                                     | Припинено                     |
| Siag               |          | Ульрик Ериксон             | 1996             |                           | 3.6.1 / 2006                                                                                            | GPL                           |
| WPS Office         |          | Kingsoft                   | 1988             | 1988                      | 2019 | Фрімиум                       |
| Назва              | Скриншот | Розробник                  | Початок розробки | Перший випуск             | Остання стабільна версія                                                                                | Ліцензія                      |

| Легенда             |
| ------------------- |
| Безплатна ліцензія  |
| Комерційна ліцензія |

## Підтримка операційних систем
Операційні системи, в яких програми працюють нативно (без емуляції).
| Name               | Windows   | macOS            | Linux | BSD | Unix |
| ------------------ | --------- | ---------------- | ----- | --- | ---- |
| Calligra Sheets    | Так       | Так              | Так   | Так | Ні   |
| Gnumeric           | Так (old) | Так              | Так   | Так | Так  |
| IBM Lotus Symphony | Так       | Так              | Так   | Ні  | Ні   |
| LibreOffice Calc   | Так       | Так              | Так   | Так | Так  |
| WPS Office         | Так       | Так              | Так   | Ні  | Ні   |
| Mariner Calc       | Ні        | Так              | Ні    | Ні  | Ні   |
| Microsoft Excel    | Так       | Так              | Ні    | Ні  | Ні   |
| Numbers            | Ні        | Так              | Ні    | Ні  | Ні   |
| OpenOffice Calc    | Так       | Так              | Так   | Так | Так  |
| PlanMaker          | Так       | Так              | Так   | Ні  | Ні   |
| Pyspread           | Так       | Не підтримується | Так   | Так | Так  |
| Quattro Pro        | Так       | Ні               | Ні    | Ні  | Ні   |
| Resolver One       | Так       | Ні               | Ні    | Ні  | Ні   |
| Siag               | Ні        | Так              | Так   | Так | Так  |

## Підтримувані формати файлів
У цій таблиці наведено формати файлів, які кожен з табличних процесорів може імпортувати та експортувати. «Так» означає, що можна імпортувати та експортувати.
| Name               | CSV | Excel (xls)       | HTML     | LaTeX   | ODF (ods) | OOXML (xlsx) | PDF     | DIF    | OpenOffice.org XML (sxc) |
| ------------------ | --- | ----------------- | -------- | ------- | --------- | ------------ | ------- | ------ | ------------------------ |
| Calligra Sheets    | Так | Імпорт            | Експорт  | Експорт | Так       | Ні           | Експорт | ?      | Так                      |
| Gnumeric           | Так | Так               | Так      | Експорт | Так       | Так          | Експорт | Імпорт | Імпорт                   |
| IBM Lotus Symphony | Так | Так               | Експорт  | Ні      | Так       | Імпорт       | Експорт |        | Так                      |
| LibreOffice Calc   | Так | Так               | Так      | Ні      | Так       | Так          | Експорт | Так    | Так                      |
| Mariner Calc       | Так | Так               | Ні       | Ні      | Ні        | Ні           | Експорт |        | Ні                       |
| Microsoft Excel    | Так | Так               | Частково | Ні      | Так       | Так          | Експорт | Імпорт | Ні                       |
| WPS Office         | Так | Так               | Частково | Ні      | Так       | Так          | Експорт | Імпорт | Ні                       |
| Numbers            | Так | Так               | Ні       | Ні      | Імпорт    | Імпорт       | Експорт |        | Ні                       |
| OpenOffice Calc    | Так | Так               | Так      | Експорт | Так       | Імпорт       | Експорт | Так    | Так                      |
| Quattro Pro        | Так | Так               | Так      | Ні      | Ні        | Імпорт       | Експорт |        | Ні                       |
| PlanMaker          | Так | Так               | Експорт  | Ні      | Ні        | Імпорт       | Експорт |        | Ні                       |
| Pyspread           | Так | Так               | Ні       | Ні      | Імпорт    | Імпорт       | Експорт |        | Ні                       |
| Resolver One       | Так | Так               | Ні       | Ні      | Ні        | Ні           | Ні      |        | Ні                       |
| Siag               | Так | Імпорт (частково) | Так      | Експорт | Ні        | Ні           | Експорт |        | Імпорт (частково)        |